# Śląsk II Wrocław
Śląsk II Wrocław – zespół rezerw Śląska Wrocław, w latach 2020–2023 i od 2025 występujący w II lidze.

## Historia

### XXI wiek
Zespół rezerw Śląska do sezonu 2004/05 występował w rozgrywkach IV ligi, gr. dolnośląskiej, kiedy to zajmując 17. miejsce spadł do klasy okręgowej, gr. Wrocław. Po zwycięstwie w następnym sezonie w rozgrywkach klasy okręgowej, rezerwy znalazły się z powrotem w IV lidze. Po sezonie 2007/08 zespół rezerw został wycofany, co było spowodowane awansem pierwszego zespołu do Ekstraklasy i utworzeniu zespołu rywalizującego w Młodej Ekstraklasie (ME).
Śląsk II Wrocław ponownie przystąpił do rozgrywek IV szczebla (choć po reformie rozgrywek piłkarskich w Polsce była to tym razem III liga), po przemianowaniu ME w Centralną Ligę Juniorów (CLJ). W sezonie 2016/17 zespół rezerw zajął 16. miejsce i spadł do IV ligi, gr. dolnośląskiej (wschód). Po 2 sezonach na V szczeblu rozgrywek zespół zajął 1. miejsce w grupie i wygrał baraże z AKS-em Strzegom, dzięki czemu awansował do III ligi. Jako beniaminek po 18 kolejkach prowadził w rozgrywkach III ligi, gr. III, kiedy to przedwcześnie zakończono sezon w związku z pandemią koronawirusa. Tym samym Śląsk II Wrocław awansował do II ligi, z której spadł w sezonie 2022/2023. Pierwszy sezon po spadku zakończył się zajęciem 2. miejsca ze stratą 2 punktów do Rekordu Bielsko-Biała, natomiast w sezonie 2024/2025 rezerwy Śląska wygrały grupę powracając na III szczebel rozgrywkowy.

## Bilans ligowy w XXI wieku
| sezon   | liga                              | poziom ligowy | miejsce | punkty | bramki | uwagi   |
| ------- | --------------------------------- | ------------- | ------- | ------ | ------ | ------- |
| 2001/02 | IV liga, gr. dolnośląska          | IV            | 12/19   | 47     | 49-61  |         |
| 2002/03 | IV liga, gr. dolnośląska          | IV            | 11/18   | 44     | 58-63  |         |
| 2003/04 | IV liga, gr. dolnośląska          | IV            | 13/18   | 40     | 44-71  |         |
| 2004/05 | IV liga, gr. dolnośląska          | IV            | 17/18   | 24     | 36-63  | spadek  |
| 2005/06 | klasa okręgowa, gr. Wrocław       | V             | 1/16    | 69     | 88-27  | awans   |
| 2006/07 | IV liga, gr. dolnośląska          | IV            | 2/18    | 74     | 75-38  |         |
| 2007/08 | IV liga, gr. dolnośląska          | IV            | 2/19    | 78     | 87-39  | [ a ]   |
| 2013/14 | III liga, gr. dolnośląsko-lubuska | IV            | 8/18    | 52     | 62-53  | [ b ]   |
| 2014/15 | III liga, gr. dolnośląsko-lubuska | IV            | 3/18    | 69     | 76-41  |         |
| 2015/16 | III liga, gr. dolnośląsko-lubuska | IV            | 6/18    | 63     | 74-42  |         |
| 2016/17 | III liga, gr. III                 | IV            | 16/18   | 34     | 39-48  | spadek  |
| 2017/18 | IV liga, gr. dolnośląska (wschód) | V             | 2/16    | 73     | 74-27  |         |
| 2018/19 | IV liga, gr. dolnośląska (wschód) | V             | 1/16    | 84     | 122-18 | ; awans |
| 2019/20 | III liga, gr. III                 | IV            | 1/18    | 37     | 34-17  | ; awans |
| 2020/21 | II liga                           | III           | 8/19    | 52     | 61-57  |         |
| 2021/22 | II liga                           | III           | 12/18   | 43     | 51-53  |         |
| 2022/23 | II liga                           | III           | 18/18   | 31     | 38-57  | spadek  |
| 2023/24 | III liga, gr. III                 | IV            | 2/18    | 73     | 76-32  |         |
| 2024/25 | III liga, gr. III                 | IV            | 1/18    | 75     | 75-30  | awans   |